# Kanton Caraman
Kanton Caraman (francouzsky Canton de Caraman) je francouzský kanton v departementu Haute-Garonne v regionu Midi-Pyrénées. Tvoří ho 19 obcí.

## Obce kantonu
- Albiac
- Auriac-sur-Vendinelle
- Beauville
- Le Cabanial
- Cambiac
- Caragoudes
- Caraman
- Le Faget
- Francarville
- Loubens-Lauragais
- Mascarville
- Maureville
- Mourvilles-Basses
- Prunet
- La Salvetat-Lauragais
- Saussens
- Ségreville
- Toutens
- Vendine